# Bonnie Dundee

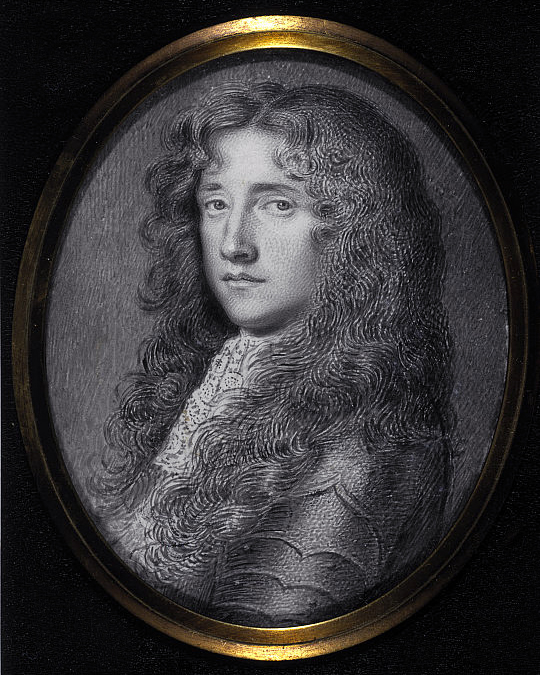
John Graham a Claverhouse-ból

John Graham, Dundee 1. vikomtja, Bonnie Dundee néven ismert (1648 – 1689. július 27.) 17. századi skót nemes, aki az 1689-es jakobita felkelés során a skóciai killiecrankie-i csatában aratott győzelemnek köszönheti hírnevét.

## Élete
Ő volt a királypárti Sir William Graham legidősebb fia és örököse Lady Magdalene Carnegie-vel, John Carnegie Northesk 1. grófja lányával kötött házasságából. Apja Claverhouse 6. lordja Dundee közelében, a skót alföldön.
A St. Andrews-i Egyetemen tanult 1661-ig. A francia–holland háborúban 1672-től önkéntesként szolgált James Scott, Monmouth első hercege alatt XIV. Lajos francia király francia hadseregében. Miután az angolok 1674-ben kiléptek a háborúból, oldalt váltott, és a holland hadseregben szolgált kornetként Orániai Vilmos gárdájában, akinek életét megmentette a franciák elleni harcban az 1674. augusztus 11-i seneffe-i csatában. Századossá léptették elő, de Maastricht ostroma után 1676-ban nyugállományba vonult. Orániai Vilmos nagybátyjának, a leendő II. Jakab angol királynak, York hercegének ajánlotta be őt. Skóciában 1678-tól saját dragonyosezredét parancsnokolta, amely részt vett a presbiteriánusok (Covenanters ) brutális elnyomásában Dumfriesben és Gallowayben. Ezért kapta a „Bloody Clavers” (skótul „Bluidy Clavers”) becenevet.
Az ezt követő Covenanter-lázadásban 1679-ben vereséget szenvedett Drumclogban, Glasgow-ba vonult vissza, amelyet sikeresen megvédett, és Monmouthtal egyesülve győzött Bothwell Bridge-nél. 1680-ban nagyon kedvező benyomást tett II. Károlyra, akit a Covenanters elleni keményebb fellépésre akart rávenni, és ezt követően stabil karriert futott be. 1674-ben váratlanul házasságot kötött Lady Jean Cochrane-nel, aki egy lázadó Covenanter családból származott, és akinek édesanyja hithű presbiteriánus volt, ami csak rövid időre rontotta karrierjét. 1686-ban vezérőrnagy lett, és VII. Jakab skót (II. Jakab angol király), akinek hűséges követője volt, 1688-ban Dundee vikomtjaként és Lord Graham Claverhouse-i őrnagyként emelte az örökös nemesi osztályba.

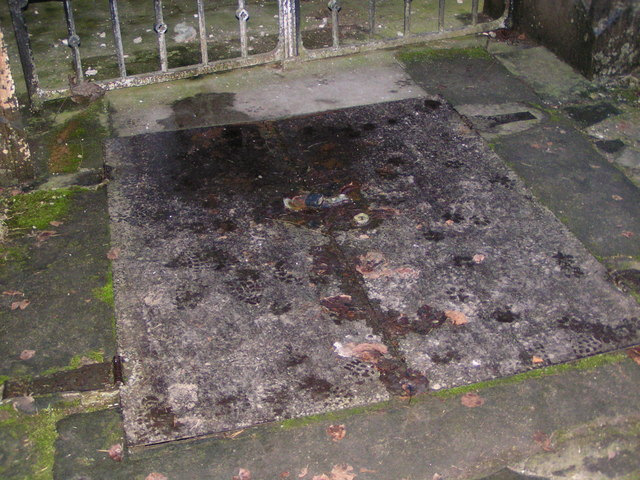
Dundee sírja

Ugyanabban az évben, amikor II. Jakab a „dicsőséges” angol forradalom részeként száműzetésbe vonult, és helyét Orániai Vilmos vette át, Dundee ellenállást kezdett szervezni a Skót-felföldön, de 1689 márciusában kénytelen volt elrejtőzni Edinburgh elől. A Hugh Mackay tábornok elleni csatában halt meg, a Killiecrankie- hágó melletti völgyben. A sereg élén lovagolt, kardját a magasba emelve, hogy bátorítsa a felföldieket, így mellvértje felcsúszott, és egy eltévedt golyó a bordái közé csapódvs halálosan megsebesítette. St Bride-ban, egy kis templomban temették el Blairben, a csatatér közelében. De megnyerte a csatát a reguláris angol csapatok kétszeres túlerejével szemben (2000 a körülbelül 4000 fővel szemben), akik közül néhányan Orániai Vilmos holland háborújának veteránjai („Williamites”) és így korábbi fegyvertársai voltak. A Dunkeldben állomásozó „kameróniak” (egykori Covenanters angol egyenruhában) elleni sikertelen támadás után a karizmatikus vezetőjétől megfosztott felkelés elhalt.
Dundee a skót dalokban „Bonnie Dundee” néven élt tovább (Walter Scott verse), az angolok elleni első jakobita felkelés során aratott sikerének köszönhetően.
Nemesi címei kezdetben egyetlen fiára, James Graham Dundee 2. vikomtjára szálltsk, aki 1689 áprilisában született, ám az év decemberében már meg is halt. A címeket ezután fivére, David Graham († 1700) kapta, aki szintén Killiecrankie-ban harcolt. Az 1690. június 13-i rendelettel hazaárulás miatt végül megfosztották címeitől és birtokaitól, földjeit pedig elkobozták.

## Fordítás
- Ez a szócikk részben vagy egészben  a   John Graham, 1. Viscount of Dundee című német Wikipédia-szócikk ezen változatának fordításán alapul.  Az eredeti cikk szerkesztőit annak laptörténete sorolja fel. Ez a jelzés csupán a megfogalmazás eredetét és a szerzői jogokat jelzi, nem szolgál a cikkben szereplő információk forrásmegjelöléseként.